# Rust In Peace Tour
Rust in Peace Tour fue un tour que realizado la banda estadounidense de thrash metal Megadeth, tuvo realización desde el 22 de marzo de 1990 hasta el 26 de noviembre de 1991. En esta gira es donde Megadeth promocionó el álbum Rust in Peace, y fue la que marco el debut de la formación más longeva de la banda, conformada por: Dave Mustaine (guitarra y voz), David Ellefson (bajo), Marty Friedman (guitarra) y Nick Menza (batería).

## Fechas
| Fecha                    | Ciudad                | País           | Lugar                                 |
| Norteamérica             | Norteamérica          | Norteamérica   | Norteamérica                          |
| ------------------------ | --------------------- | -------------- | ------------------------------------- |
| 22 de marzo de 1990      | Milwaukee             | Estados Unidos | The Rave                              |
| 10 de septiembre de 1990 | Santa Cruz            | Estados Unidos |                                       |
| 11 de septiembre de 1990 | Riverside             | Estados Unidos | Monopoly's                            |
| 13 de septiembre de 1990 | Ventura               | Estados Unidos | The Majestic Ventura Theater          |
| Europa                   |                       |                |                                       |
| 22 de septiembre de 1990 | Genk                  | Bélgica        | Limburghal                            |
| 23 de septiembre de 1990 | Berna                 | Suiza          | Festhalle                             |
| 24 de septiembre de 1990 | Florencia             | Italia         | Palasport                             |
| 25 de septiembre de 1990 | Milán                 | Italia         | PalaTrussardi                         |
| 27 de septiembre de 1990 | Barcelona             | España         | Velòdrom d'Horta                      |
| 28 de septiembre de 1990 | San Sebastian         | España         | Velódromo de Anoeta                   |
| 30 de septiembre de 1990 | Leiden                | Países Bajos   | Groenoordhallen                       |
| 2 de octubre de 1990     | París                 | Francia        | Le Zénith                             |
| 3 de octubre de 1990     | Stuttgart             | Alemania       | Hanns-Martin-Schleyer-Halle           |
| 4 de octubre de 1990     | Maguncia              | Alemania       | Rheingoldhalle                        |
| 5 de octubre de 1990     | Múnich                | Alemania       | Rudi-Sedlmayer-Halle                  |
| 6 de octubre de 1990     | Düsseldorf            | Alemania       | Philipshalle                          |
| 7 de octubre de 1990     | Bremen                | Alemania       | Stadthalle                            |
| 9 de octubre de 1990     | Estocolmo             | Suecia         | Solnahallen                           |
| 10 de octubre de 1990    | Copenhague            | Dinamarca      | Copenhague                            |
| 12 de octubre de 1990    | Edimburgo             | Escocia        | Ingliston Exhibition Centre           |
| 13 de octubre de 1990    | Birmingham            | Inglaterra     | NEC Arena                             |
| 14 de octubre de 1990    | Londres               | Inglaterra     | Wembley Arena                         |
| Norteamérica             |                       |                |                                       |
| 18 de octubre de 1990    | Montreal              | Canadá         | Montreal Forum                        |
| 19 de octubre de 1990    | Quebec                | Canadá         | Colisée de Québec                     |
| 22 de octubre de 1990    | Toronto               | Canadá         | Maple Leaf Gardens                    |
| 25 de octubre de 1990    | Winnipeg              | Canadá         | Winnipeg Arena                        |
| 28 de octubre de 1990    | Calgary               | Canadá         | Olympic Saddledome                    |
| 29 de octubre de 1990    | Edmonton              | Canadá         | Northlands Coliseum                   |
| 31 de octubre de 1990    | Vancouver             | Canadá         | Pacific Coliseum                      |
| 1 de noviembre de 1990   | Portland              | Estados Unidos | Portland Memorial Coliseum            |
| 2 de noviembre de 1990   | Spokane               | Estados Unidos | Spokane Coliseum                      |
| 3 de noviembre de 1990   | Reno                  | Estados Unidos | Lawlor Events Center                  |
| 4 de noviembre de 1990   | Sacramento            | Estados Unidos | ARCO Arena                            |
| 5 de noviembre de 1990   | Oklahoma              | Estados Unidos | Oakland-Alameda County Coliseum Arena |
| 7 de noviembre de 1990   | Tempe                 | Estados Unidos | ASU Activity Center                   |
| 8 de noviembre de 1990   | Los Ángeles           | Estados Unidos | Los Angeles Sports Arena              |
| 9 de noviembre de 1990   | Hollywood             | Estados Unidos | Hollywood Palladium                   |
| 9 de noviembre de 1990   | Irvine                | Estados Unidos | Irvine Meadows                        |
| 10 de noviembre de 1990  | San Diego             | Estados Unidos | San Diego Sports Arena                |
| 12 de noviembre de 1990  | Salt Lake City        | Estados Unidos | Salt Palace                           |
| 14 de noviembre de 1990  | El Paso               | Estados Unidos | Utep Union                            |
| 16 de noviembre de 1990  | San Antonio           | Estados Unidos | Hemisfair Arena Convention Center     |
| 17 de noviembre de 1990  | Dallas                | Estados Unidos | Reunion Arena                         |
| 18 de noviembre de 1990  | Houston               | Estados Unidos | The Summit                            |
| 20 de noviembre de 1990  | Denver                | Estados Unidos | McNichols Sports Arena                |
| 21 de noviembre de 1990  | Albuquerque           | Estados Unidos | Tingley Coliseum                      |
| 23 de noviembre de 1990  | Tulsa                 | Estados Unidos | Expo Center                           |
| 24 de noviembre de 1990  | Kansas City           | Estados Unidos | Municipal Auditorium                  |
| 25 de noviembre de 1990  | Omaha                 | Estados Unidos | Omaha Civic Auditorium                |
| 27 de noviembre de 1990  | Columbus              | Estados Unidos | Ohio Expo Center Coliseum             |
| 28 de noviembre de 1990  | Rosemont              | Estados Unidos | Rosemont Horizon                      |
| 29 de noviembre de 1990  | Saint Paul            | Estados Unidos | St. Paul Civic Center                 |
| 1 de diciembre de 1990   | Indianápolis          | Estados Unidos | Market Square Arena                   |
| 2 de diciembre de 1990   | Richfield             | Estados Unidos | Richfield Coliseum                    |
| 3 de diciembre de 1990   | Dayton, Ohio          | Estados Unidos | Hara Arena                            |
| 5 de diciembre de 1990   | Auburn Hills          | Estados Unidos | The Palace of Auburn Hills            |
| 6 de diciembre de 1990   | Rochester             | Estados Unidos | Rochester Community War Memorial      |
| 7 de diciembre de 1990   | Worcester             | Estados Unidos | The Centrum                           |
| 8 de diciembre de 1990   | New Haven             | Estados Unidos | New Haven Veterans Memorial Coliseum  |
| 9 de diciembre de 1990   | Landover              | Estados Unidos | Capital Centre                        |
| 11 de diciembre de 1990  | Atlanta               | Estados Unidos | The Omni                              |
| 13 de diciembre de 1990  | Hampton               | Estados Unidos | Hampton Coliseum                      |
| 14 de diciembre de 1990  | East Rutherford       | Estados Unidos | Brendan Byrne Arena                   |
| 15 de diciembre de 1990  | Uniondale             | Estados Unidos | Nassau Veterans Memorial Coliseum     |
| 16 de diciembre de 1990  | Filadelfia            | Estados Unidos | The Spectrum                          |
| 17 de diciembre de 1990  | Pittsburgh            | Estados Unidos | Civic Arena                           |
| 18 de diciembre de 1990  | Daytona Beach         | Estados Unidos | Finky's                               |
| 19 de diciembre de 1990  | Lakeland              | Estados Unidos | Civic Center                          |
| 20 de diciembre de 1990  | Miami                 | Estados Unidos | Miami Arena                           |
| 21 de diciembre de 1990  | Tampa                 | Estados Unidos | USF Sun Dome                          |
| 22 de diciembre de 1990  | Jacksonville          | Estados Unidos | Morocco Shrine Auditorium             |
| 23 de diciembre de 1990  | Orlando               | Estados Unidos | Orlando Arena                         |
| 9 de enero de 1991       | Portland              | Estados Unidos | Cumberland County Civic Center        |
| 10 de enero de 1991      | Binghamton            | Estados Unidos | Broome County Veterans Memorial Arena |
| 11 de enero de 1991      | Syracuse              | Estados Unidos | Onondaga War Memorial Auditorium      |
| 12 de enero de 1991      | Providence            | Estados Unidos | Providence Civic Center               |
| 14 de enero de 1991      | Albany                | Estados Unidos | Knickerbocker Arena                   |
| 15 de enero de 1991      | Wilkes-Barre          | Estados Unidos | Kingston Armory                       |
| 16 de enero de 1991      | Toledo                | Estados Unidos | Toledo Sports Arena                   |
| 17 de enero de 1991      | Kalamazoo             | Estados Unidos | Wings Stadium                         |
| 18 de enero de 1991      | Pittsburgh            | Estados Unidos | AJ Palumbo Center                     |
| Suramérica               |                       |                |                                       |
| 23 de enero de 1991      | Río de Janeiro        | Brasil         | Rock In Rio                           |
| Oceania                  |                       |                |                                       |
| 5 de febrero de 1991     | Auckland              | Nueva Zelanda  | Logan Campbell Centre                 |
| 7 de febrero de 1991     | Sídney                | Australia      | Enmore Theatre                        |
| 9 de febrero de 1991     | Melbourne             | Australia      | Festival Hall                         |
| 10 de febrero de 1991    | Adelaida              | Australia      | Thebarton Theatre                     |
| 12 de febrero de 1991    | Brisbane              | Australia      | Festival Hall                         |
| Asia                     |                       |                |                                       |
| 15 de febrero de 1991    | Tokio                 | Japón          | Shiba Yubinchokin Hall                |
| 16 de febrero de 1991    | Tokio                 | Japón          | Shiba Yubinchokin Hall                |
| 18 de febrero de 1991    | Tokio                 | Japón          | Nakano Sun Plaza                      |
| 19 de febrero de 1991    | Tokio                 | Japón          | Nakano Sun Plaza                      |
| 21 de febrero de 1991    | Osaka                 | Japón          | Koseinenkin Kaikan                    |
| 23 de febrero de 1991    | Nagoya                | Japón          | Unknown Venue                         |
| 25 de febrero de 1991    | Nagoya                | Japón          | Unknown Venue                         |
| Norteamérica             |                       |                |                                       |
| 28 de febrero de 1991    | Honolulu, Hawái       | Estados Unidos | Pink's Garage                         |
| 1 de marzo de 1991       | Honolulu, Hawái       | Estados Unidos | Pink's Garage                         |
| 2 de marzo de 1991       | Honolulu, Hawái       | Estados Unidos | Pink's Garage                         |
| Europa                   |                       |                |                                       |
| 8 de marzo de 1991       | Londres               | Inglaterra     | Marquee Club                          |
| 10 de marzo de 1991      | Eindhoven             | Países Bajos   | Aardschokdag                          |
| 11 de marzo de 1991      | Düsseldorf            | Alemania       | Philipshalle                          |
| 12 de marzo de 1991      | Fürth                 | Alemania       | Stadthalle Fürth                      |
| 13 de marzo de 1991      | Zúrich                | Suiza          | Volkshaus                             |
| 14 de marzo de 1991      | Aalen                 | Alemania       | Greuthalle                            |
| 15 de marzo de 1991      | Munich                | Alemania       | Deutsches Museum                      |
| 16 de marzo de 1991      | Völklingen            | Alemania       | Sporthalle                            |
| 17 de marzo de 1991      | Hannover              | Alemania       | Music Hall                            |
| 18 de marzo de 1991      | Berlín                | Alemania       | Eissporthalle                         |
| 19 de marzo de 1991      | Ludwigshafen am Rhein | Alemania       | Friedrich-Ebert-Halle                 |
| 20 de marzo de 1991      | Wertheim              | Alemania       | Main-Tauber-Halle                     |
| 21 de marzo de 1991      | París                 | Francia        | Élysée Montmartre                     |
| 22 de marzo de 1991      | Londres               | Inglaterra     | Marquee Club                          |
| 23 de marzo de 1991      | Birmingham            | Inglaterra     | NEC Arena                             |
| 24 de marzo de 1991      | Poole                 | Inglaterra     | Poole Arts Centre                     |
| 25 de marzo de 1991      | Londres               | Inglaterra     | Hammersmith Odeon                     |
| 26 de marzo de 1991      | Londres               | Inglaterra     | Hammersmith Odeon                     |
| 27 de marzo de 1991      | Cambridge             | Inglaterra     | Cambridge Corn Exchange               |
| 28 de marzo de 1991      | Manchester            | Inglaterra     | Manchester Apollo                     |
| 29 de marzo de 1991      | Newcastle             | Inglaterra     | Newcastle City Hall                   |
| 30 de marzo de 1991      | Edimburgo             | Escocia        | Edinburgh Playhouse                   |
| 1 de abril de 1991       | Dublín                | Irlanda        | Point Theatre                         |
| Norteamérica             |                       |                |                                       |
| 7 de mayo de 1991        | Hollywood             | Estados Unidos | The Cathouse                          |
| 16 de mayo de 1991       | Dallas                | Estados Unidos | Coca-Cola Starplex                    |
| 17 de mayo de 1991       | Lubbock               | Estados Unidos | Municipal Coliseum                    |
| 18 de mayo de 1991       | San Antonio           | Estados Unidos | Sunken Gardens Theater                |
| 19 de mayo de 1991       | Houston               | Estados Unidos | The Summit                            |
| 21 de mayo de 1991       | El Paso               | Estados Unidos | El Paso County Coliseum               |
| 22 de mayo de 1991       | Albuquerque           | Estados Unidos | Tingley Coliseum                      |
| 23 de mayo de 1991       | Phoenix               | Estados Unidos | Arizona Veterans Memorial Coliseum    |
| 24 de mayo de 1991       | San Diego             | Estados Unidos | San Diego Sports Arena                |
| 25 de mayo de 1991       | Costa Mesa            | Estados Unidos | Pacific Amphitheater                  |
| 26 de mayo de 1991       | Daly City             | Estados Unidos | Cow Palace                            |
| 27 de mayo de 1991       | Sacramento            | Estados Unidos | ARCO Arena                            |
| 29 de mayo de 1991       | Portland              | Estados Unidos | Portland Memorial Coliseum            |
| 30 de mayo de 1991       | Seattle               | Estados Unidos | Seattle Center Arena                  |
| 31 de mayo de 1991       | Spokane               | Estados Unidos | Spokane Coliseum                      |
| 1 de junio de 1991       | Vancouver             | Canadá         | Pacific Coliseum                      |
| 3 de junio de 1991       | Salt Lake City        | Estados Unidos | Bonneville Raceway                    |
| 5 de junio de 1991       | Morrison              | Estados Unidos | Red Rocks Amphitheatre                |
| 6 de junio de 1991       | Omaha                 | Estados Unidos | Omaha Civic Auditorium                |
| 7 de junio de 1991       | Bonner Springs        | Estados Unidos | Sandstone Amphitheater                |
| 8 de junio de 1991       | Cedar Rapids          | Estados Unidos | Five Seasons Center                   |
| 9 de junio de 1991       | Forest Lake           | Estados Unidos | Trout Aire Amphitheatre               |
| 11 de junio de 1991      | Springfield           | Estados Unidos | Prairie Capitol Convention Center     |
| 12 de junio de 1991      | Louisville            | Estados Unidos | Louisville Gardens                    |
| 14 de junio de 1991      | Tinley Park           | Estados Unidos | World Music Theatre                   |
| 15 de junio de 1991      | East Troy             | Estados Unidos | Alpine Valley Music Theatre           |
| 16 de junio de 1991      | Columbus              | Estados Unidos | Ohio Center                           |
| 18 de junio de 1991      | Noblesville           | Estados Unidos | Deer Creek Music Center               |
| 20 de junio de 1991      | Richfield             | Estados Unidos | Richfield Coliseum                    |
| 21 de junio de 1991      | Toronto               | Canadá         | CNE Grandstand                        |
| 22 de junio de 1991      | Clarkston             | Estados Unidos | Pine Knob Music Theatre               |
| 23 de junio de 1991      | Mears                 | Estados Unidos | Val du Lakes Amphitheatre             |
| 25 de junio de 1991      | Burgettstown          | Estados Unidos | Star Lake Amphitheater                |
| 26 de junio de 1991      | Corfu                 | Estados Unidos | Lakeside Amphitheater                 |
| 27 de junio de 1991      | Middletown            | Estados Unidos | Orange County Fairgrounds             |
| 28 de junio de 1991      | New York              | Estados Unidos | Madison Square Garden                 |
| 29 de junio de 1991      | Philadelphia          | Estados Unidos | The Spectrum                          |
| 30 de junio de 1991      | Baltimore             | Estados Unidos | Baltimore Arena                       |
| 1 de julio de 1991       | Hampton               | Estados Unidos | Hampton Coliseum                      |
| 3 de julio de 1991       | Hershey               | Estados Unidos | Hersheypark Stadium                   |
| 4 de julio de 1991       | Weedsport             | Estados Unidos | Cayuga Fairgrounds                    |
| 5 de julio de 1991       | Portland              | Estados Unidos | Cumberland County Civic Center        |
| 6 de julio de 1991       | Mansfield             | Estados Unidos | Great Woods Amphitheater              |
| 7 de julio de 1991       | Bristol               | Estados Unidos | Lake Compounce                        |
| 9 de julio de 1991       | Fayetteville          | Estados Unidos | Cumberland County Memorial Arena      |
| 10 de julio de 1991      | Greenville            | Estados Unidos | Greenville Memorial Auditorium        |
| 11 de julio de 1991      | Charleston            | Estados Unidos | King Street Palace                    |
| 12 de julio de 1991      | Atlanta               | Estados Unidos | The Omni                              |
| 13 de julio de 1991      | Lakeland              | Estados Unidos | Civic Center                          |
| 14 de julio de 1991      | Miami                 | Estados Unidos | Miami Arena                           |
| 20 de julio de 1991      | San Luis              | Estados Unidos | American Theater                      |
| 23 de julio de 1991      | Oklahoma City         | Estados Unidos | Diamond Ballroom                      |
| 26 de julio de 1991      | Hollywood             | Estados Unidos | Hollywood Palladium                   |
| 5 de octubre de 1991     | Los Ángeles           | Estados Unidos | Foundations Forum                     |
| 26 de noviembre de 1991  | Hollywood             | Estados Unidos | Hollywood Palladium                   |

## Canciones interpretadas en la gira musical
De  Killing Is My Business... And Business Is Good!:
- "Rattlehead"
- "These Boots"
- "Skull Beneath the Skin"
- "Mechanix""

De  Peace Sells... But Who's Buying?:
- "Wake Up Dead"
- "The Conjuring"
- "Peace Sells"
- "Devil's Island"
- "Good Mourning/Black Friday"
- "My Last Words"

De  So Far, So Good... So What!:
- "Hook in Mouth"
- "In My Darkest Hour"
- "Set the World Afire"
- "Liar"
- "Anarchy in the U.K."

De  Rust In Peace:
- "Holy Wars... The Punishment Due"
- "Hangar 18"
- "Lucretia"
- "Tornado of Souls"
- "Take No Prisoners"
- "Dawn Patrol"

 Otros:
- "Its Electric" (versión de Megadeth de la canción de la banda Diamond Head, incluida en su álbum Lightning to the Nations)

## Personal
- Dave Mustaine: Voz y guitarra.
- Marty Friedman: Guitarra.
- David Ellefson: Bajo y coros.
- Nick Menza: Batería.